# В очакване на Годо
„В очакване на Годо“ (на френски: En attendant Godot, на английски: Waiting for Godot) е пиеса в две действия, написана от нобелиста Самюъл Бекет на френски език между 9 октомври 1948 и 29 януари 1949 г. и публикувана през 1952 г. в Париж от издателство Minuit. След това пиесата е преведена от автора на английски.
Първото представление е изиграно в парижкия Théâtre de Babylone на 5 януари 1953 г., режисирано от Роже Блен, който изпълнява и една от ролите. Липсата на непосредствено разбираемо послание първоначално предизвиква бурни реакции на публиката. Впоследствие пиесата се утвърждава като една от знаковите творби на модерната драматургия, призната е за „най-влиятелното англоезично драматургично произведение на XX век“. Поставяна е многократно по сцените на европейските театри, както и на други места по света.

## Описание
При първото издание на оригиналния френски текст липсва стандартното разделяне на действия и сцени. При превода на английски и по-късно се установява делението на 2 действия.
Декорът е описан лаконично с три думи: път, дърво, вечер.
Главните действащи лица са Владимир и Естрагон, в хода на представлението се появяват още Лъки и Поцо, както и едно момче, което носи вести – общо пет (като не се брои Годо, който бива очакван).

## Тълкувания
В началото на 60-те години на миналия век критикът Мартин Еслин използва описанието театър на абсурда, а парадигматичен пример за това понятие става пиесата на Бекет. Тъй като собственият ѝ автор никога не е предлагал насоки за разбиране, а само е отричал натрапваните тълкувания, вариантите за нейното обяснение са многобройни и равностойни.

## В България
На български език пиесата е преведена през 1980 г. от Бояна Петрова. Първото предложението за поставянето ѝ от Леон Даниел в Театъра на армията през сезона 1987/1988 година е отхвърлено от Комитета за култура след критика от Севелина Гьорова, тълкуваща едностранчиво текста от позицията на „най-оптимистичния, най-жизнеутвърждаващия обществен строй, социализма и комунизма“. Все пак директорът на театъра Стефан Тамахкяров успява да го включи за следващата репертоарна година. През 1988 г. на публиката в Созопол е представено първо действие от пиесата. В Театъра на армията пиесата е представена, също в 1988 г., от елитен състав – Ивайло Христов, Йосиф Сърчаджиев, Атанас Атанасов, Мирослав Косев и Веселин Ранков. В 1994 г. е изиграно 150-ото ѝ представление. Най-новата постановка на пиесата е в Сатиричния театър през зимния сезон на 2008 г.